# Green Hill
Green Hill és una concentració de població designada pel cens dels Estats Units a l'estat de Tennessee. Segons el cens del 2000 tenia 7.068 habitants.

## Demografia
Segons el cens del 2000, Green Hill tenia 7.068 habitants, 2.555 habitatges, i 2.141 famílies. La densitat de població era de 701,5 habitants/km².
Dels 2.555 habitatges en un 37,3% hi vivien nens de menys de 18 anys, en un 72,6% hi vivien parelles casades, en un 8,5% dones solteres, i en un 16,2% no eren unitats familiars. En el 13% dels habitatges hi vivien persones soles el 3,4% de les quals corresponia a persones de 65 anys o més que vivien soles. El nombre mitjà de persones vivint en cada habitatge era de 2,77 i el nombre mitjà de persones que vivien en cada família era de 3,02.
Per edats la població es repartia de la següent manera: un 25,6% tenia menys de 18 anys, un 6,7% entre 18 i 24, un 28,3% entre 25 i 44, un 31,4% de 45 a 60 i un 8% 65 anys o més.
L'edat mediana era de 40 anys. Per cada 100 dones de 18 o més anys hi havia 96,5 homes.
La renda mediana per habitatge era de 62.690 $ i la renda mediana per família de 66.610 $. Els homes tenien una renda mediana de 45.931 $ mentre que les dones 31.237 $. La renda per capita de la població era de 25.926 $. Entorn del 2,4% de les famílies i el 3,4% de la població estaven per davall del llindar de pobresa.

## Poblacions més properes
El següent diagrama mostra les poblacions més properes.